# Équitation islandaise
L'équitation islandaise se pratique avec un cheval islandais.
La particularité de ce petit cheval du nord, est ses cinq allures. En effet, en plus des trois allures classiques du cheval ordinaire, à savoir le pas, le trot et le galop, la plupart des chevaux islandais possèdent deux allures supplémentaires : le tölt et l'amble de course. 
Le tölt est la quatrième allure du cheval islandais : allure à quatre temps très confortable pour le cavalier.
Cinquième allure du cheval islandais, l'amble de course est une allure latérale à deux temps. Très rapide et éprouvante pour le cheval, elle ne se pratique que sur de courtes distances comme sur une piste ovale en concours d'allure ou en ligne droite pour la course d'amble sur une centaine de mètres environ.